# Суперкубок Гібралтару з футболу 2003
Суперкубок Гібралтару з футболу 2003 — 4-й розіграш турніру. Матч відбувся 1 жовтня 2003 року між чемпіоном і володарем кубка Гібралтару клубом Ньюкасл та віце-чемпіоном Гібралтару клубом Манчестер Юнайтед.
| Володар Суперкубка Гібралтару 2003 |
| ---------------------------------- |
|                                    |
| Манчестер Юнайтед Перший титул     |

## Матч

### Деталі
| 1 жовтня 2003 |

| Ньюкасл | 0:1 | Манчестер Юнайтед |
| ------- | --- | ----------------- |
|         |     |                   |

| Вікторія, Гібралтар |